# Chapelle Saint-Gengoult de Larochemillay
La chapelle Saint-Gengoult, parfois orthographié Saint-Gengoux, est une chapelle catholique romane, ancienne église, construite au XIIe siècle. Elle est située dans l'ancienne paroisse de Saint-Gengoult, sur le territoire de la commune de Larochemillay, dans la Nièvre en France.
Elle est située à proximité d'une fontaine homonyme à rites, liée au passage de Gengoult, patron des époux trompés.

## Localisation

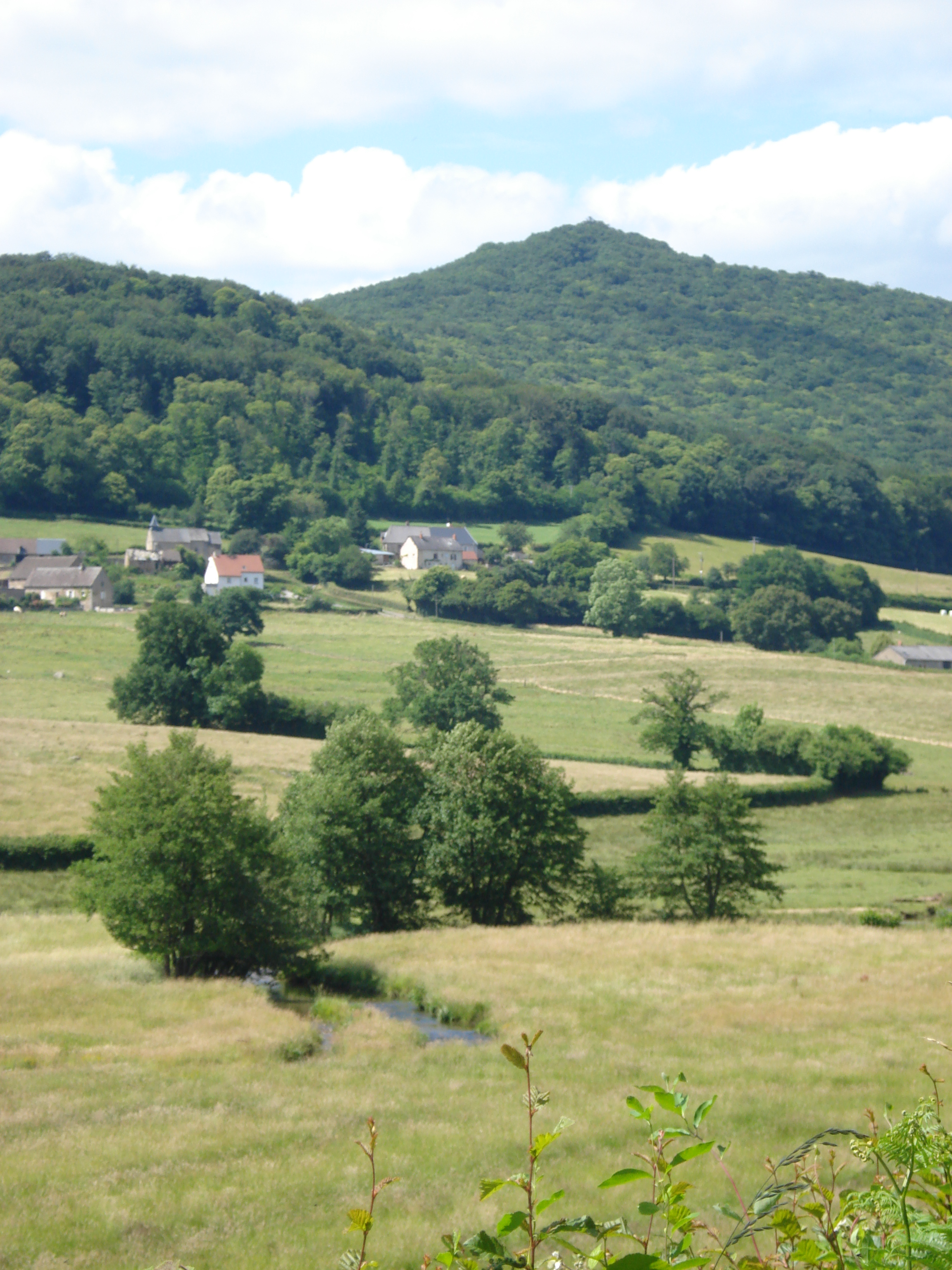
Saint-Gengoult (au second plan), derrière La Roche et sous le mont Touleur.

La chapelle est située dans le hameau de Saint-Gengoult, ancienne paroisse, au sud-ouest du village de Larochemillay, au versant du coteau boisé du mont Touleur. Elle est présente en bordure d'un chemin reliant le château de Rivière. Saint-Gengoult est au pied du mont Beuvray, dans le sud du massif du Morvan, ainsi qu'à l'est du département de la Nièvre à proximité de la Saône-et-Loire (en Autunois).
La chapelle fait face à l'ancien presbytère, qui a succédé à un prieuré. Au pied du bâtiment, une pierre d'angle porte l'inscription « ACHEVE 1633 ».

## Histoire

### Église paroissiale
L'église Saint-Gengoult est édifiée en église paroissiale au XIIe siècle, dépendante de l'archiprêtré de Luzy et du diocèse d'Autun ; le toponyme Sanctus Jangulphus est attesté au XIe siècle. L'abbé Baudiau, auteur de Le Morvand ou essai géographique, topographique et historique en 1854, atteste que « Hugues de Ternant, chevalier, légua, en 1240, douze deniers à cette église ».
Il subsiste de l'époque romane la moitié de la nef, ses baies, et le chœur.
Le patronage de la cure appartient aux religieuses de Marcigny-lès-Nonnains jusqu'à qu'elles le cèdent en 1619 au baron de La Roche-Millay, seigneur de haute justice dans toute l'étendue de la paroisse. Elle est ensuite possédée par le signeur de Rivière. Les dîmes étaient pour moitié à la chapelle Saint-Martin, en l'haut du Beuvray et pour le reste partagées entre le prieur de Vanoise (sur le territoire actuel de la commune) et le comte de La Roche-Millay. L'église est un temps placée sous le vocable de saint Laurent, mais le culte de saint Gengoult reste populaire et le premier nom subsiste.

### Chapelle privée après la Révolution
L'église conserve sa fonction paroissiale jusqu'à la suppression de la commune de Saint-Gengoult, rattachée à Larochemillay entre 1790 et 1794.
Elle est au XIXe siècle une chapelle de pèlerinage pour les paysans, le 11 mai, jour de fête de saint Gengoult. Le saint est invoqué pour les affections des yeux et des jambes et surtout pour la protection du bétail,. D'après le folkloriste Jean Drouillet, on lui faisait offrande de laine et de cire pour la protection des « ouailles ». En 1903, Lucien Gueneau écrit Nos bons saints miracleurs & guérisseurs décrit l'évènement : « M. le curé de Larochemillay vient [...] dire une messe solennelle dans la chapelle et engrange pieusement les toisons, l'avoine, l'orge, les œuvres, les étoupes et autres offrandes que ne manquent pas de lui apporter les pèlerins qui les déposent sur l'autel, pour les remettre à Dieu bien entendu. La messe dite et les vœux acquittés, les pèlerins, je devrais plutôt dire les pèlerines, car ce sont surtout nos ménagères, conservatrices des vieilles coutumes, qui assistent à
cette cérémonie, viennent s'asseoir sur les bords de la fontaine et y prendre le symbolique repas d'œufs durs qui fait, comme on le sait, le fond du menu de tous les pèlerinages. Tout en épluchant les œufs et en buvant largement de
l'eau de la fontaine sacrée, on cause, bien entendu, du grand livre et des nouveaux inscrits, puis on raconte tout bas aux nouveaux venus la légende de la Sainte — on ne lui connaît pas d'autre nom — dont on voit la statue à la
chapelle. »
Elle est à la fin du XXe siècle une chapelle sépulcrale privée appartenant à la famille de Rivière et sert parfois pour les cérémonies maritales et funéraires. Elle est inscrite au titre des monuments historiques en 1998.

## Architecture
La chapelle, longue d'une vingtaine de mètres sur 8 mètres de large, est édifiée sur un plan rectangulaire allongé qui se terminait sur une abside voûtée en cul-de-four. Elle est juchée sur un terre-plein, accessible par un escalier en pierre. Une importante partie de la nef, côté ouest, s'est effondrée ; son emplacement est marqué par une terrasse,. En 1854, l'abbé Baudiau décrit, au-dessus du chœur, une tour byzantine,.
La porte, à deux battants s'ouvre sur la façade ouest. Elle est surmontée d'un oculus circulaire, au vitrail relativement récent et encadré de pierre de taille appareillée. À l'extérieur, à droite de la porte, figure un bénitier.
L'intérieur présente une nef unique charpentée, prolongée par un avant-chœur avec voûte d'ogives en bois et une abside voûtée. Le chœur est à chevet plat et de style roman. Il présente des pilastres cannelés avec chapiteaux au motif végétal, semblables à ceux de la cathédrale Saint-Lazare d'Autun — ils étaient autrefois masqués. La nef renferme des sépultures de la famille de Rivière. L'abbé Baudiau atteste l'existence de six tombes.
L'édifice est construit en pierre du pays. La toiture est en ardoise. Le clocher, ou plutôt clocheton, qui n'a pas de décoration, est placé au-dessus de la nef.
La façade sud-est est protégée par un mur de soutènement, avec des contreforts au couronnement taluté. Les façades latérales sont percées de fenêtres romanes en plein cintre, à l'exception du chevet qui ne présente pas d'ouverture.

## Mobilier
À la fin du XXe siècle, la chapelle ne possède aucun mobilier, à l'exception de l'autel et d'un important confessionnal.
Disparue depuis, il est attesté en 1903 par Lucien Gueneau l'existence d'une statuette en bois de l'épouse infidèle de saint Gengoult, sujette à légendes sous le nom de « la Sainte ». Elle est représentée, dans des traits grossiers, enceinte et amputée d'un bras.

## Fontaine et légende de saint Gengoult
Près de la chapelle figure une source miraculeuse. Oubliée par la mémoire locale, elle n'est aujourd'hui plus qu'un puits fermé par une construction de pierres maçonnées et une porte en bois. Elle alimente le ruisseau de Mouches et un lavoir à ciel ouvert, qui n'est pas non plus entretenu,.

### Passage de saint Gengoult
La fontaine se rapporte à une légende locale ayant pour sujet Gengoult (ou Gangolf), un pieux bourguignon du VIIIe siècle qui aurait été tué par un amant de sa femme dans sa demeure près d'Avallon. Se sachant infidèle, il reproche à sa femme son inconduite mais celle-ci prétend ne jamais l'avoir trompé. « — Jure dans l'eau miraculeuse que tes assertions sont formelles. — Si je mens, que ma main reste dans la fontaine ! » (paroles rapportées par Michel Err) Elle plonge le bras, et, victime de son manque de foi, devient manchote. Par tradition, les maris auraient amenés leur femme afin de mettre au jour leur infidélité.
L'érudit luzycois Lucien Gueneau rapporte en 1903 rapporte une autre légende à propos de la chapelle elle-même. Une fois que Dieu eu fait de Gengoult le patron des époux trompés, il le charge de former une confrérie de ceux-ci. Pour ce faire, doit être tenu un registre des hommes appelés à la rejoindre. Gueneau affirme qu'« il n'est jamais noce au pays sans qu'on conte à ce sujet quelques-unes de ces bonnes histoires dont nos pères étaient si friands et qu'on ne dise : en voilà encore un de plus pour le grand livre de saint Gengoux ». « On dit chez nous que les gardiens de ce grand livre qui serait placé dans quelque recoin mystérieux de la chapelle du saint, derrière l'autel, se le transmettent de génération en génération et qu'il est toujours soigneusement tenu au courant. »

### Légendes de la Sainte
Maintes fois modifiée par le temps, Lucien Gueneau rapporte en 1903 une version de la légende dans laquelle l'homme trompé n'est pas Gengoult mais un seigneur voisin du vieux château de Thouleur. Elle lui est contée par l'instituteur de Larochemillay Guibert. L'homme, à peine marié, part combattre les Sarrasins et est retenu en captivité par ceux-ci durant un nombre d'années suffisant pour que sa femme le croit mort et tombe ensuite du page chargé de veiller sur elle. Le seigneur est averti de la tromperie malheureuse par saint Gengoult, qui l'aide à s'échapper. Une fois rentrée au pays, il engage son épouse, désormais enceinte, à prêter serment à la fontaine ; elle perd son bras.
Une autre légende cherche à connaître qui est la femme derrière la statue de « la Sainte » : une femme a deux filles, Lazarette, mariée, et Louise, célibataire. Après avoir attendu deux ans que sa fille aînée ait son premier enfant et puisse devenir nourrice à Paris, elle demande à saint Gengoult qu'il « beille don un p'tiot ai mai pôr feille ». Un an après, elle est bien grand-mère, mais de sa cadette ! Furieuse, elle retourne à l'église et apostrophe le bon saint : « Arboule don tas yeux, archigne don tas dents, espèce de s'tit saigne qu'ost bon ai ren, que n'comprend ren ; yatot pas d'mai Louise qui t'parlos, mas de mai Lazarette ! » Et Gengoult, outré, lui ampute un bras.